# كأس إستونيا 2014–15
كأس إستونيا 2014–15 (بالإستونية: Eesti jalgpalli 2014/2015. aasta karikavõistlused)‏ هو الموسم 25 من كأس إستونيا. أقيم خلال الفترة 1 يونيو 2014 وحتى 30 مايو 2015، وأشرف على تنظيمه اتحاد إستونيا لكرة القدم، وكان عدد الأندية المشاركة فيه 106، وفاز فيه نادي نوم كاليو.